# Vuolep Tjuolmajaure
Vuolep Tjuolmajaure, Noord-Samisch: Vuolit Cuolmmajávri, is een meer in het noorden Zweden. Het ligt op minder dan 10 km van de grens met Noorwegen in de gemeente Kiruna, wordt gevoed met water van bergen in Zweden en ligt op ongeveer 700 meter hoogte boven zeeniveau. Het water van het meer stroomt naar de Tavvarivier en verder naar de Lainiorivier.
meer Vuolep Tjuolmajaure → Tavvarivier → Lainiorivier → Torne → Botnische Golf